# Martin Schempp

Martin Schempp mit einem Modell des Segelflugzeugs „Wolf“

Martin Schempp (* 23. März 1905 in Stuttgart; † 9. Juli 1984 in Kirchheim unter Teck) war ein deutscher Segelflugzeug-Pionier.

## Leben
Nach Abschluss seiner kaufmännischen Ausbildung arbeitete er im väterlichen Handwerksbetrieb. 1926 wanderte er im Alter von 21 Jahren in die USA aus, in der Hoffnung, dort bessere Arbeitsbedingungen vorzufinden. Nach verschiedenen Gelegenheitsarbeiten fand er schließlich eine Anstellung als Chemielaborant in einem Stahlwerk. Ein Vortrag von Charles Lindbergh über dessen Ozeanflug begeisterte ihn so für die Fliegerei, dass er 1928 nach Deutschland zurückkehrte, um fliegen zu lernen. Nach der Segelflug-Grundausbildung erwarb er seine Motorflug-Pilotenlizenz bei der Firma Klemm in Böblingen. Während dieser Zeit lernte er Wolf Hirth kennen, mit dem er lebenslang eng befreundet blieb.
Martin Schempp ging 1929 in die USA zurück, um dort deutsche Segelflugzeug-Konstruktionen bei den „Haller-Hirth Sailplanes“ in Lizenz zu bauen und auch als Segelfluglehrer in der „Haller School Of Soaring Flight“ in Pittsburgh (Greensburg Airport) zu wirken. Spektakuläre Flüge mit einigen ungewollten Wasserlandungen machten ihn und den Segelflug in den USA bekannt. Nach seinen Erfolgen beim 2. Nationalen Segelflugwettbewerb 1931 in Elmira (der amerikanischen Wasserkuppe) flog er im darauf folgenden Jahr bei diesem Wettbewerb eine Strecke von 63,7 Meilen und erreichte dabei eine Höhe von 5.370 Fuß. Er wurde zweiter im Streckenflug und erster im Höhenflug. Aufgrund dieser Erfolge erhielt er das Silber-C Nr. 8 (weltweit). Ende 1932 siedelte er nach Kalifornien um und arbeitete mit William Hawley Bowlus an dessen Hochleistungssegler „Albatros“.

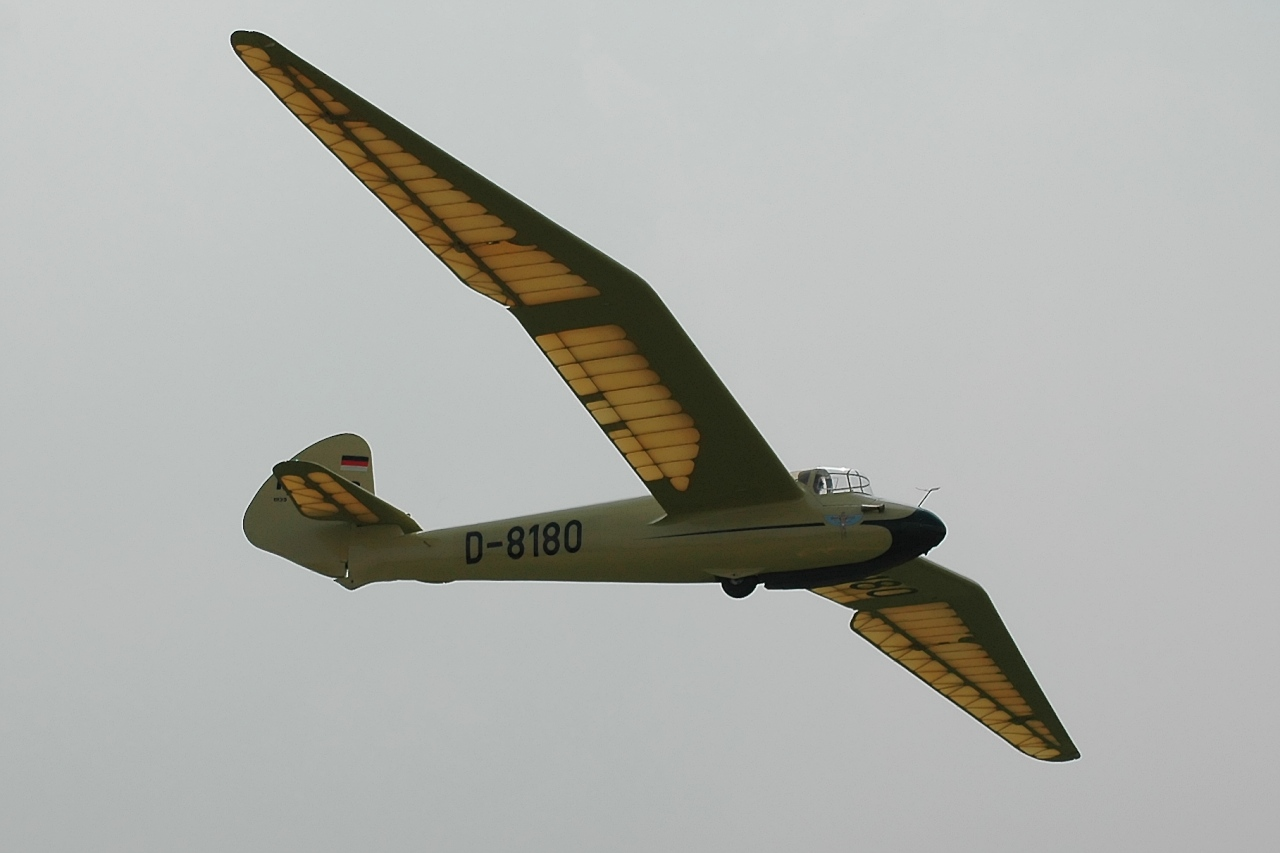
Minimoa

Da ihm die beruflichen Aussichten in den USA zu unsicher waren, folgte Martin Schempp 1934 dem Angebot von Wolf Hirth, damals Leiter der Segelflugschule auf dem Hornberg, ihn dort als Segelfluglehrer anzustellen.

## Sportflugzeugbau
1935 gründete Martin Schempp mit Unterstützung von Wolf Hirth in Göppingen einen eigenen Betrieb, den „Sportflugzeugbau Göppingen Martin Schempp“. Martin Schempp erwies sich als versierter und umsichtiger Unternehmer, dem es mit seiner Belegschaft gelingen sollte, über Jahrzehnte hochwertige Segelflugzeuge kostengünstig herzustellen. Gö-1 Wolf und Gö-3 Minimoa wurden weltweit bekannte Segler. 1938 trat Wolf Hirth, hauptsächlich verantwortlich für die Konstruktion, offiziell als Teilhaber in die Firma ein, die dann auch den neuen Namen Sportflugzeugbau Schempp-Hirth annahm. Im selben Jahr zog die Firma nach Kirchheim unter Teck um. 1939 umfasste die Kundenliste alle Kontinente außer Australien. Die Minimoa, von der 110 Exemplare gebaut wurden, gilt noch heute als eines der schönsten Segelflugzeuge der Holz-Ära.
1939 eröffnete Wolf Hirth einen eigenen Betrieb in Nabern, der mit Schempp-Hirth während des Krieges eng zusammenarbeitete. Sie lieferten neben Segelflugzeugen für die Pilotenausbildung, den Doppelsitzer Gö-4 (eine Konstruktion von Wolfgang Hütter) und den Habicht, ein Kunstflug-Segelflugzeug, vor allem Baugruppen in Holzbauweise für Messerschmitt, den Me 321/323 Gigant und die Messerschmitt Bf 109.

## Bürgermeister von Kirchheim
Für die Amerikaner war Martin Schempp in derart hohem Maße menschlich integer und anerkannt, dass sie ihn trotz der formalen „Belastung“ als Leiter eines Fertigungsbetriebes für militärische Erzeugnisse nach Kriegsende als Interims-Bürgermeister von Kirchheim unter Teck einsetzten. Von einem gewählten Bürgermeister im Herbst 1945 abgelöst, widmete er sich wieder ganz dem Betrieb, jetzt um dringend benötigte Möbel und Haushaltsgegenstände aus den über das Kriegsende hinüber geretteten Flugzeugmaterialen anzufertigen.
Als 1951 in Deutschland der Segelflug wieder erlaubt war, überließ er Wolf Hirth diesen Markt. Erst nach Wolf Hirths Tod 1959 widmete sich Schempp-Hirth neben dem noch mit Wolf Hirths Beratung und Hilfe eingeleiteten Motorflugzeugbau zunehmend der Herstellung von Segelflugzeugen. Martin Schempp erwarb die Lizenz des damals besten Standardklassenseglers „Standard Austria“ und baute ihn in Serie. Er erkannte sehr schnell, dass die Zukunft den Kunststoff-Segelflugzeugen gehören wird und sicherte sich die Mitarbeit von Klaus Holighaus. Dessen erste Arbeit für Schempp-Hirth war die Spannweitenvergrößerung der Standard Austria zur SHK mit 17 m Flügeln. In Kirchheim angekommen, setzte Klaus Holighaus seine Ideen in dem Kunststoffsegler für die Offene Klasse – dem Cirrus – um. Martin Schempp ließ ihm hierin vollkommene Freiheit, ein Freiraum, den Klaus Holighaus zu den Welterfolgen von Cirrus, Nimbus, Standard Cirrus und Janus nutzte.
Nach der Übergabe der Betriebsleitung im Jahr 1969 und der Geschäftsführung 1972 übertrug Martin Schempp die Firma Schempp-Hirth 1977 ganz in die Hände von Klaus Holighaus und zog sich nach 42 Jahren aktiven Gestaltens, Leitens und Begleitens zurück, das Wachsen und die Erfolge immer noch mit großem Interesse und reger Anteilnahme verfolgend. Nach langer Krankheit starb Martin Schempp am 9. Juli 1984.